# Напруженість електричного поля

Лінії напруженості електричного поля навколо точкових зарядів

Напру́женість електри́чного по́ля — силова характеристика електростатичного поля, яка визначається відношенням сили F, що діє на додатній точковий заряд q, вміщений в дану точку поля до величини цього заряду
{\displaystyle {\vec {E}}={\frac {\vec {F}}{q}}}
де {\displaystyle {\vec {F}}} — сила, {\displaystyle q} — електричний заряд, {\displaystyle {\vec {E}}} — напруженість електричного поля
У кожній точці в даний момент часу існує своє значення вектора {\displaystyle {\vec {E}}} (взагалі кажучи — різне в різних точках простору), таким чином, {\displaystyle {\vec {E}}} — це векторне поле. Формально це відбивається в записі
{\displaystyle {\vec {E}}={\vec {E}}(x,y,z,t),}
який подає напруженість електричного поля як функцію просторових координат (і часу, бо {\displaystyle {\vec {E}}} може змінюватися з часом). Це поле, разом з полем вектора магнітної індукції, являє собою електромагнітне поле, і закони, яким воно підпорядковується, є предметом електродинаміки.
В системі SI вимірюється у В/м, у системі СГС — у В/см.

## Напруженість електричного поля в класичній електродинаміці
Напруженість електричного поля — одна з основних фундаментальних величин класичної електродинаміки. У цій галузі фізики порівнянними з нею за значимістю є тільки вектор магнітної індукції (спільно з вектором напруженості електричного поля утворює тензор електромагнітного поля) і електричний заряд. З деякої точки зору настільки ж важливими вважають потенціали електромагнітного поля (утворюють разом єдиний електромагнітний потенціал).
Решта понять і величин класичної електродинаміки, такі як електричний струм, густина струму, густина заряду, вектор поляризації, а також допоміжні поле електричної індукції і напруженість магнітного поля — хоча безумовно важливі і змістовні, по суті є вторинними або похідними.
Нижче виділені основні контексти класичної електродинаміки щодо напруженості електричного поля.

### Сила впливу електромагнітного поля на заряджені частинки
Повна сила, з якою електромагнітне поле (що включає електричну і магнітну складові) діє на заряджену частинку, виражається формулою сили Лоренца:
{\displaystyle {\vec {F}}=q^{*}{\vec {E}}+q^{*}[{\vec {v}}\times {\vec {B}}]},
де {\displaystyle q^{*}} — електричний заряд частинки, {\displaystyle {\vec {v}}} — її швидкість, {\displaystyle {\vec {B}}} — вектор магнітної індукції; косим хрестом {\displaystyle \times } позначено векторний добуток. Формулу наведено в одиницях SI.
Ця формула є загальнішою, ніж наведена у визначенні напруженості електричного поля, бо включає в себе також дію на заряджену частинку (якщо та рухається) з боку магнітного поля.
Частинка вважається точковою. Однак ця формула дозволяє розрахувати і сили, що діють з боку електромагнітного поля на тіла будь-якої форми з будь-яким розподілом зарядів і струмів — якщо скористатися звичайним для фізики прийомом розбиття складного тіла на маленькі (математично-нескінченно малі) частини, кожна з яких може вважатися точковою і таким чином входить в область застосовності формули Лоренца. Зрозуміло, для того, щоб скористатися цією формулою (навіть у простих випадках, таких, як розрахунок сили взаємодії двох точкових зарядів), необхідно вміти розраховувати {\displaystyle {\vec {E}}} і {\displaystyle {\vec {B}}}.
Решта формул, що застосовуються для розрахунку електромагнітних сил (наприклад, формулу для сили Ампера) можна вважати наслідками фундаментальної формули сили Лоренца або частковими випадками її застосування.

### Рівняння Максвелла
Достатнім разом з формулою сили Лоренца теоретичним фундаментом класичної електродинаміки є рівняння електромагнітного поля, звані рівняннями Максвелла. Їх стандартна традиційна форма являє собою чотири рівняння, до трьох із яких входить вектор напруженості електричного поля:
{\displaystyle {\begin{aligned}\operatorname {div} {\vec {E}}&={\frac {\rho }{\varepsilon _{0}}},&\operatorname {rot} {\vec {E}}&=-{\frac {\partial {\vec {B}}}{\partial t}},\\\operatorname {div} {\vec {B}}&=0,&\operatorname {rot} {\vec {B}}&=\mu _{0}{\vec {j}}+{\frac {1}{c^{2}}}{\frac {\partial {\vec {E}}}{\partial t}}.\end{aligned}}}
Тут {\displaystyle \rho } — густина заряду, {\displaystyle {\vec {j}}} — густина струму, {\displaystyle \varepsilon _{0}} — електрична стала, {\displaystyle \mu _{0}} — магнітна стала, {\displaystyle c} — швидкість світла (рівняння записані в системі SI). У наведеному вигляді рівняння Максвелла є «рівняннями для вакууму» (їх загальніший варіант, застосовний і для опису поведінки електромагнітного поля в середовищі, а також інші форми запису рівнянь — див. у статті Рівняння Максвелла).
Цих чотирьох рівнянь разом з п'ятим — рівнянням сили Лоренца — в принципі достатньо, щоб повністю описати класичну (не квантову) електродинаміку, тобто вони представляють її повні закони. Для вирішення реальних задач за їх допомогою необхідні ще рівняння руху «матеріальних частинок» (у класичній механіці це закони Ньютона), а також додаткова інформація про конкретні властивості розглянутих фізичних тіл і середовищ (їхні пружності, електропровідності, поляризованості тощо) та про інші сили, що беруть участь у задачі (наприклад, про гравітацію), однак вся ця інформація вже не входить у рамки електродинаміки як такої, хоча й виявляється часто необхідною для побудови замкнутої системи рівнянь, що дозволяють розв'язати ту чи іншу конкретну задачу в цілому.
Друге рівняння Максвелла
{\displaystyle \operatorname {rot} {\vec {E}}=-{\frac {\partial {\vec {B}}}{\partial t}}},
де {\displaystyle {\vec {B}}} — вектор магнітної індукції, стверджує, що джерелом електричного поля може бути змінне магнітне поле.

### «Матеріальні рівняння»
Додатковими формулами (зазвичай не точними, а наближеними або іноді навіть емпіричними), які використовуються в класичній електродинаміці при вирішенні практичних завдань і носять назву «матеріальних рівнянь», є
- закон Ома;
- закон поляризації;
- у різних випадках багато інших формул і співвідношень.

### Зв'язок з потенціалами
Зв'язок напруженості електричного поля з потенціалами в загальному випадку такий:
{\displaystyle {\vec {E}}=-\nabla \varphi -{\frac {\partial {\vec {A}}}{\partial t}},}
де {\displaystyle \varphi ,{\vec {A}}} — скалярний і векторний потенціали,
{\displaystyle {\vec {B}}=\operatorname {rot} {\vec {A}}.}
В частковому випадку стаціонарних (не змінних з часом) полів перше рівняння спрощується до
{\displaystyle {\vec {E}}=-\nabla \varphi .}
Цей вираз пов'язує електростатичне поле з електростатичним потенціалом.

### Електростатика
Теоретично і практично важливим випадком є ситуація, коли заряджені тіла нерухомі (наприклад, досліджується стан рівноваги) або швидкість їх руху досить мала, щоб можна було наближено скористатися способами розрахунку, справедливими для нерухомих тіл. Цим випадком займається розділ електродинаміки, званий електростатикою.
Як зазначено вище, напруженість електричного поля в цьому випадку виражається через скалярний потенціал як
{\displaystyle {\vec {E}}=-\nabla \varphi }
або
{\displaystyle E_{x}=-{\frac {\partial \varphi }{\partial x}},\quad E_{y}=-{\frac {\partial \varphi }{\partial y}},\quad E_{z}=-{\frac {\partial \varphi }{\partial z}},}
тобто електростатичне поле виявляється потенціальним полем. ({\displaystyle \varphi } в цьому випадку — випадку електростатики — прийнято називати електростатичним потенціалом).
Правомірним є й зворотне співвідношення:
{\displaystyle \varphi =-\int {\vec {E}}\cdot {\vec {dl}}.}
Рівняння Максвелла при цьому також дуже спрощуються (рівняння з магнітним полем можна взагалі виключити, а в рівняння з дивергенцією можна підставити {\displaystyle -\nabla \varphi }) і зводяться до рівняння Пуассона:
{\displaystyle \Delta \varphi =-{\frac {\rho }{\varepsilon _{0}}},}
а в ділянках, вільних від заряджених частинок — до рівняння Лапласа:
{\displaystyle \Delta \varphi =0.}
Враховуючи лінійність цих рівнянь, а отже, застосовність до них принципу суперпозиції, достатньо знайти поле одного точкового одиничного заряду, щоб потім знайти потенціал або напруженість поля, створюваного будь-яким розподілом зарядів (підсумовуючи розв'язки для точкових зарядів).

#### Теорема Гауса
У електростатиці широко використовується теорема Гауса, зміст якої зводиться до інтегральної форми єдиного нетривіального для електростатики рівняння Максвелла:
{\displaystyle \oint \limits _{S}{\vec {E}}\cdot {\vec {dS}}={\frac {Q}{\varepsilon _{0}}},}
де інтегрування проводиться за будь-якою замкнутою поверхнею {\displaystyle S} (обчислюючи потік {\displaystyle {\vec {E}}} через цю поверхню), {\displaystyle Q} — повний (сумарний) заряд усередині цієї поверхні.
Ця теорема дає зручний спосіб розрахунку напруженості електричного поля в разі, коли джерела поля мають високу симетрію: сферичну, циліндричну або дзеркальну + трансляційну. Зокрема, таким способом легко знаходити поле точкового заряду, сфери, циліндра, площини.

#### Напруженість електричного поля точкового заряду
Для точкового заряду в електростатиці виконується закон Кулона, який у системі SI має вигляд:
{\displaystyle \varphi ={\frac {1}{4\pi \varepsilon _{0}}}\cdot {\frac {q}{r}},}
або
{\displaystyle {\vec {E}}={\frac {1}{4\pi \varepsilon _{0}}}\cdot {\frac {q}{r^{2}}}\cdot {\frac {\vec {r}}{r}},}
{\displaystyle E\equiv |{\vec {E}}|={\frac {1}{4\pi \varepsilon _{0}}}\cdot {\frac {q}{r^{2}}}.}
Історично закон Кулона відкрито першим, хоча з теоретичної точки зору рівняння Максвелла фундаментальніші. З цієї точки зору він є їх наслідком. Отримати цей результат найпростіше, виходячи з теореми Гауса, враховуючи сферичну симетрію задачі: вибрати поверхню {\displaystyle S} у вигляді сфери з центром у точковому заряді, врахувати, що напрямок {\displaystyle {\vec {E}}} буде очевидно радіальним, а модуль цього вектора однаковий скрізь на обраній сфері (так що {\displaystyle E} можна винести за знак інтеграла), і тоді, враховуючи формулу для площі сфери радіуса {\displaystyle r}: {\displaystyle 4\pi r^{2}}, маємо {\displaystyle 4\pi r^{2}E=q/\varepsilon _{0}}, звідки відразу отримуємо відповідь для {\displaystyle E}.
Відповідь для {\displaystyle \varphi } виходить інтегруванням {\displaystyle E}:
{\displaystyle \varphi =-\int {\vec {E}}\cdot {\vec {dl}}=-\int E\,dr.}
Для системи СГС формули і їх виведення аналогічні, відмінність від SI лише в константах:
{\displaystyle \varphi ={\frac {q}{r}},}
{\displaystyle {\vec {E}}={\frac {q}{r^{2}}}{\frac {\vec {r}}{r}},}
{\displaystyle E=|{\vec {E}}|={\frac {q}{r^{2}}}.}

#### Електричне поле довільного розподілу зарядів
За принципом суперпозиції для напруженості поля сукупності дискретних джерел маємо:
{\displaystyle {\vec {E}}={\vec {E}}_{1}+{\vec {E}}_{2}+{\vec {E}}_{3}+\dots ,}
де кожне
{\displaystyle {\vec {E}}_{i}={\frac {1}{4\pi \varepsilon _{0}}}{\frac {q_{i}}{(\Delta {\vec {r}}_{i})^{2}}}{\frac {\Delta {\vec {r}}_{i}}{|\Delta {\vec {r}}_{i}|}},}
{\displaystyle \Delta {\vec {r}}_{i}={\vec {r}}-{\vec {r}}_{i}.}
Підставивши, отримуємо:
{\displaystyle {\vec {E}}({\vec {r}})=\sum \limits _{i}{\frac {1}{4\pi \varepsilon _{0}}}{\frac {q_{i}}{(\Delta {\vec {r}}_{i})^{2}}}{\frac {\Delta {\vec {r}}_{i}}{|\Delta {\vec {r}}_{i}|}},}
{\displaystyle \Delta {\vec {r}}_{i}={\vec {r}}-{\vec {r}}_{i}.}
Для неперервного розподілу аналогічно:
{\displaystyle {\vec {E}}({\vec {r}})=\int \limits _{V}{\frac {1}{4\pi \varepsilon _{0}}}{\frac {\rho ({\vec {\hat {r}}})\,dV}{({\vec {r}}-{\vec {\hat {r}}})^{2}}}{\frac {{\vec {r}}-{\vec {\hat {r}}}}{|{\vec {r}}-{\vec {\hat {r}}}|}},}
де {\displaystyle V} — ділянка простору, де розташовані заряди (ненульова густина заряду), або весь простір, {\displaystyle {\vec {r}}} — радіус-вектор точки, для якої рахуємо {\displaystyle {\vec {E}}}, {\displaystyle {\vec {\hat {r}}}} — радіус-вектор джерела, який пробігає всі точки ділянки {\displaystyle V} при інтегруванні, {\displaystyle dV} — елемент об'єму. Можна підставити {\displaystyle x{\vec {i}}+y{\vec {j}}+z{\vec {k}}} замість {\displaystyle {\vec {r}}}; {\displaystyle {\hat {x}}{\vec {i}}+{\hat {y}}{\vec {j}}+{\hat {z}}{\vec {k}}} замість {\displaystyle {\vec {\hat {r}}}}; {\displaystyle d{\hat {x}}\,d{\hat {y}}\,d{\hat {z}}} замість {\displaystyle dV}.

### Поведінка на розривній границі
У випадку різкої границі між середовищами вектор напруженості електричного поля не може бути визначений із диференціальних рівнянь Максвелла, бо при розривах у полях похідні невизначені. В такому випадку використовуються граничні умови. Щодо напруженості електричного поля гранична умова Максвелла вимагає
тангенціальних складових цього вектора.
{\displaystyle E_{t}^{(1)}=E_{t}^{(2)}}.
Тут індекси вгорі характеризують середовища.
На поверхні ідеального провідника тангенціальна складова вектора напруженості електричного поля дорівнює нулю.
Нормальна складова напруженості електричного поля в загальному випадку неперервною не є. Неперервність зберігає нормальна складова вектора електричної індукції.

## Системи одиниць
У системі СГС напруженість електричного поля вимірюється в СГСЕ одиницях, у системі SI — в ньютонах на кулон або в вольтах на метр (українське позначення: В/м; міжнародне: V/m).

## Визначення рівнів впливу електромагнітного поля промислової частоти
Це вимірювання або розрахунок напруженості електричного поля (ЕП), магнітного поля (МП) у точці можливого перебування працівників та екстраполяція вимірів і розрахунків до максимальних значень напруги і струму.
При впливі на весь організм людини гранично допустимі рівні напруженості визначаються по ЕП — 25 кВ/м, а МП — 6 кА/м.
При впливі тільки на кінцівки людини гранично допустимі рівні напруженості визначаються по ЕП — 25 кВ/м, а МП — 12 кА/м. Перебування незахищеної людини в ЕП напруженістю до 5 кВ/м включно дозволяється протягом всього робочого дня.

### Вимірювання напруженості електричного поля
В електроустановках надвисокої напруги напруженість електричного поля вимірюють приладами типу ПЗ-1, ПЗ-1М тощо.
Вимірювач напруженості електричного поля працює так: в антені приладу електричне поле створює ЕРС яка посилюється за допомогою транзисторного підсилювача, випрямляється напівпровідниковими діодами і вимірюється мікроамперметром. Антена являє собою симетричний диполь, виконаний у вигляді двох металевих пластин, розміщених одна над іншою. Оскільки наведена в симетричному диполі ЕРС пропорційна напруженості електричного поля, шкалу мікроамперметра проградуйовано в кіловольтах на метр (кВ/м).
Вимірювання напруженості має проводитися у всій зоні, де може перебувати людина в процесі виконання роботи. Найбільше виміряне значення напруженості є визначальним. При розміщенні робочого місця на землі найбільша напруженість зазвичай буває на висоті зросту людини.
Точки вимірювання вибирають за ГОСТ 12.1.002 залежно від розташування робочого місця і від оснащення його засобами захисту згідно з таблицею:
| Розташування робочого місця               | Засоби захисту                          | Точки вимірювань |
| Без підняття на обладнання та конструкції | Без засобів захисту                     | На висоті 1,8 м від поверхні землі                                                                                            |
| Те саме                                   | Засоби колективного захисту             | На висоті 0,5; 1,0 і 1,8 м від поверхні землі                                                                                 |
| З підняттям на обладнання та конструкції  | Незалежно від наявності засобів захисту | На висоті 0,5; 1,0 і 1,8 м від майданчика робочого місця і на відстані 0,5 м від заземлених струмопровідних частин обладнання |